# 基日島的木結構教堂
基日島的木結構教堂（俄语：Кижский Погост）是位於俄羅斯基日島上的一處歷史古蹟，修建於17世紀。基日島位於卡累利阿共和國的奧涅加湖上，島上有兩座完全由木材建造的教堂。在1990年，基日島的木結構教堂被聯合國教科文組織列入世界文化遺產。1993年又被列入俄羅斯文化遺產。

## 外部連結
- From the history of the Church of the Transfiguration repairs and restoration（页面存档备份，存于）
- Inner structure of Kizhi Pogost churches（页面存档备份，存于）